# まじん☆プラナ
『まじん☆プラナ』は、ninoによる日本の4コマ漫画作品。『まんがタイムきららキャラット』（芳文社）にて2006年12月号から2012年12月号にかけて連載された。いわゆるハーレムものの中でも突出してヒロインの頭数が多いのが最大の特色である。

## あらすじ
収集癖のある少年、有人がある日拾ったランプを開けると中から生命の魔人プラナが飛び出してきた。願い事を3つ叶えてくれるという彼女だが、出てきたときのショックで魔法の使い方を忘れてしまう。願い事を叶えるまでランプの中に帰れないプラナは有人の家に居候することになった。

## 登場人物
特に断りがない場合、性別は女性である。なお、登場する名前の多くは民話や伝承に登場する幻獣や妖怪がモチーフになっている。

### 主人公の家庭内
有人（ゆうと）
本作の主人公で苗字は不明。中肉中背の特徴らしい特徴がないのが特徴。東洋高校へ通う男子生徒。
無類の収集癖の持ち主で、彼の部屋はガラクタであふれ返っており、ロロ曰く「この家系は男性にかぎって、収集癖がある」とのことなのでおそらく遺伝。
ひょんなことから魔法のランプを拾い、プラナの主人になることになった。
「無自覚フラグビルダー」の異名どおり、簡単に女性の好意を得てしまう典型的なハーレム主人公であるが、単行本三巻では「オレの好きなのは茉莉ちゃんだから!」と断言しており、最終回では彼女と結婚している姿が描かれている（子供もいる模様）。
性別が反転するパラレルワールドへ精神が飛ばされた事があり、女子高生「有子」（ゆうこ）となってセーラー服やスクール水着を体験したこともある。
父親の存在は言及されておらず、最終回に金塊を入手する以前、主人公一家がどうやって生計を立てているのかも語られていない。
プラナ
古代サンスクリット語で「生命」の意の名を冠する生命の魔人。
見た目は白いチューブブラにハーレムパンツのオリエンタル（中東/インド風）な服装をした褐色の幼女である。髪はピンクのポニーテールで紅いターバンでまとめている。瞳は金。装身具のブレスレットとアンクレットは武器や照明にもなる。
有人の拾ったランプの中から飛び出してきたが、その際に願い事を叶える魔法を忘れてしまっており、思い出すまで有人と同居することになり、とある事件を機に東洋高校へも通うことに。
生命の魔人だけあり、キスをすることで対象に生命力を注ぎ込むことができる。普通の魔人は人の願いを叶えないとそのうち存在が消えてしまうがプラナは大量のカロリー摂取と引き換えにそれに抗う事ができる。その力も生命の魔人だかららしい。
元々大飯喰らいらしいが上記の理由でそれに拍車がかかっている。その為おかんにおかわりを7回から3回に減らされた時はカロリー不足で消えかかった。その時は業務用のザラメで2万キロカロリー摂取し事なきを得た。それ以降はさなり提供の兵糧丸をロロが改良したものを服用することになり、そのような危機に陥ることはなくなった。カロリーが足りないと額の印が点滅する仕様。カロリーを摂りすぎると体が成長しグラマラスな成人体型となるがカロリーを消費することで元に戻る。
プラナを含め、魔人の身体やランプなど魔人に関わる道具には、三角と楕円を組み合わせた印がある。なお、ロロによると「ランプは魔人の住居ではなく、魔人の世界と現世を繋ぐ門（ゲート）であり、個々の魔人専用で往復一回しか使用不可能」とのこと。
無限に収納可能なハーレムパンツの「まじげんポケット」内には「まじんカードゲーム」他、様々な魔人の道具が存在する模様。
おかん
有人の母親。名前と年齢は不明だが見た目はかなり若い。有人にプロレス技をかけたり、部屋を漁ったりする。
サメと戦って勝つなど身体能力がかなり高いく作者曰く「この家系の女性は強靭な肉体を持っている」とのこと。
有人へ弁当を届けようとした時に制服を着たり、プラナへその制服を譲っている所から、東洋高校のOGだと思われる。
肩こり症気味。その堅さは有人に「あんたは岩か」と罵られるほどで「まじんの籠手（ATK+250）」装備のプラナでないと歯が立たず、肩こりから頭痛になってダウンしてしまう事もある。
天道 さなり（てんどう さなり）
有人のクラスメイトで現代に生きる忍者、ある出来事に協力した有人に惚れて「殿」と呼び護衛をするようになった。有人の家（主に天井裏）に居候中。
メリーさん
有人が拾った呪いの携帯ストラップ。だが、ピクルに食われるなど散々な目に遭う。呪いで有人から欠けた部分（髪）を奪う。その結果、右側のテールの色が違うツインテールになるが本人は気に入っているらしい。

#### 有人家の蔵
ロロ
ある契約に基づき、有人の家の蔵を管理している魔人。足永や他のロボットなど色々な物を作るホビーマニア。コスプレ好きだが、蔵から出られないので、あまり他人に見せられない。また、リモコンを興奮した状態で押そうとするなど自爆マニアであることを匂わせる描写がある。
後頭部にも顔があるが、大声を出せるというぐらいしか判明していない。
魔人の世界では良い所のお嬢様だったらしい。蔵からは出られないが、マンホールを使って町内の様々な場所に顔を出す。出られないといっても蔵の中に片足ついていればセーフらしい。モチーフは二口女。
手永（てなが）
ロロ制作の蔵警備用ロボで五機存在。しかし、ルトには全くかなわなかった。足永の姉妹機だがマントの下にある中身は不明。
ひな壇の飾りに利用されたり、花見の場所取りに使われたこともある。モチーフは手長足長の手長。
足永（あしなが）
水着スイカ割り大会に出場したロロ制作の美少女型機械人形。後に有人のクラスへ転入してきた。人型だが発声機能がないので喋れず、コミュニケートは筆談で行う。口は接続端末として使用しており、目で読み込んだDVDをUSBケーブルで接続したパソコン上で再生するというDVDドライブの様な事が可能。ロロの趣味だけあって自爆装置内蔵で危険。電撃兵器を有しており戦闘力はかなり高い。モチーフは手長足長の足長。

### 姫城家
姫城 茉莉（ひめしろ まつり）
有人宅の隣に住む幼馴染の女の子。長髪で眼鏡をかけており巨乳である。有人の同級生。ルトのキャラ解説によると茉莉が『有人側のメインヒロイン』。
典型的なツンデレヒロインで作者曰く「ツンデレを勘違いしたツンデレさん」であり有人に好意を寄せているのだが、有人が他の女性とフラグを立てまくるため空回りの日々が続く。
作中では常識人な方であり、ツッコミ役に回ることが多い。
毎朝、有人の部屋へ窓から侵入し有人を呼びに来る（ただし彼女の家は平屋で、一般的な隣同士の幼馴染のような「隣接した窓伝いに入ってくる」という手段が使えない為、後述の庭師に「飛ばして」もらっている）が、その際必ずパンチラしている。
いつも持っている木刀は、有人からの誕生プレゼント。嫉妬心から一度折ろうとしたが、その文字が示す通りの筋金入り（要するに真剣）で折れるどころか、逆に叩きつけていた岩塊を真っ二つに斬り裂いた。
姫城 大鳳（ひめしろ だいおう）
茉莉の父親。漫画『美味しんぼ』の主人公の父親に似ている。茉莉を可愛がっているが、娘と同じく表現がツンデレ風。
剣道を教える剣術家であり、陶芸家でもある。地元の名士でロープウェーを自力で建設する事が出来るほどの資産家。
庭師 義行（にわし ぎゆき）
姫城家の庭師。名前も庭師。男性。広大な庭を管理しつつ、茉莉の通学（というか、有人の部屋への移動）の手助けをしている等、庭の手入れだけではなく姫城家の雑用全般をこなしている。
ピクル
茉莉の飼い犬。象ほどもある巨犬。じゃれつかれた茉莉の兄が骨折したらしい。子犬の時はセント・バーナード程の大きさであった。後にラニがアルバイトとして、散歩を始めとするピクルの世話を担当することになる。

### めるき堂
ちろる
店主のおばばの留守中のめるき堂を切り盛りする猫又。和装をした童女の姿をしている。もとは有人が幼い時に通っていた駄菓子屋の黒猫。おばばが生まれた時にもらわれて来たため、おばばとは同い年。
守銭奴の面もあり、商売のためには手段を選ばないが、先走りすぎて失敗することもある。本業の駄菓子屋以外に宅配業に乗り出す等、手広く多角経営している。
ちろると名付けたのは幼い時の有人。尻尾に付けた鈴も彼からのプレゼント。
リッカ
めるき堂に居候中の冬将軍（冬と氷雪の精霊と思われる）。親族が多い末っ子。服はセーラー服を着ていることが多い（作者曰く「当初軍服を着せるつもりだったがうまくデザインできず、セーラー服が海軍の軍服と気付いて採用した」とのこと）が、ちろるにコスプレ衣装（主にバニーガール）を着せられることもある。
昼間は、めるき堂に委託された東洋高校の購買部に勤めている。
作り出した雪ダルマを自在に使役出来る。氷雪を操り周囲を凍結させると言った能力を持つ。体温は冷たいので保冷剤代わりに利用されることもある。
本来暖かくなれば消えてしまう存在であったが、プラナに生命力を分けてもらって以来夏場でも消えることはなくなった（ただし熱で小さくなってしまう）。
雪の別名を『六花』という。
おばば
ちろるの飼い主でめるき堂の店主。RPG『ドラゴンクエスト』のキングスライムに似ている。今は、世界旅行で訪れたアメリカ某部族の族長をしている。ちろるとは同い年。

### 河原家
河原（かわはら）
東洋高校男子生徒。有人のクラスメイトにして親友（悪友）で、下の名前は不明。オタクでありフィギュア等の知識が豊富。
作者曰く「有人が普通なので馬鹿をやれる男キャラにした」とのこと。軽い性格に見えて、ラニ用の冷蔵庫購入費用を工面するなど根性はある。体は頑丈らしく、ほぼ毎回酷い目に遭うものの耐えている。
ルト
魔人。河原家に居候している犬耳メイド。元はロロの実家の使用人であるが、ある目的を果たした後そのまま河原の家に住み着くことになった。河原をご主人様と呼んではいるが彼に対しぞんざいな扱いをし時には制裁を加えることも多い。誰かに仕えるときの自身での決まりごととして首輪を着けている。作る料理はヘビ料理が多い。
近所の森に棲む大蛇を食べてしまったため、後に白ヘビ兄妹から森の王の地位を奪い取って主となる。
作者曰く「有人側のメインヒロインの茉莉がツンデレなので、クーデレにした」とのこと。モチーフと名前の由来はコボルト。
ラニーニャ
通称はラニ。有人の街に現れた新たな冬将軍。リッカとは姉妹だが、リッカとは対照的に小柄な体格。なぜか常に眼帯をつけている。
リッカと対決するためにやって来たが、ロロを怒らせてリタイヤ。めるき堂のアイスストッカー内にいる所を河原に10万円で買われてしまう。
現在は河原家で居候中。巨犬ピクルを御せる数少ない人物。ピクルのバイトついでに、めるき堂の宅配バイトもしている。
リッカ同様、プラナに生命力を分けてもらっており、やはり熱で小さくなってしまう。
ラニーニャとは、スペイン語で『女の子』の意味。また、異常気象にラニーニャ現象がある。

### 東洋高校関係者

#### 教師
沼井（ぬまい）
有人の通う東洋高校の校長。男性。容姿は妖怪ぬらりひょんそのもの。最終巻にて意外な正体が判明する。
朱乃 夏美（しゅの なつみ）
教頭。ドSであり常に校長をいじめている。名前は朱の盆から。実は春日部の同級生であり、女子高生時代には「魔女」と渾名されていた。
春日部（かすがべ）
有人のクラス担任。実は理事長の娘であり、廃止された女子体育着のブルマを復活させたり、授業も好き勝手にしている。彼女のクラス生徒は彼女がえり好みして選んだ。
可愛いものが大好きで、作者曰く「女版河原」とのこと。気に入った人物をコスプレさせて遊ぶ癖がある。なお、名は「かすかべ」ではなく「かすがべ」である。
伊達（だて）
下の名は不明。スキンヘッドでスカーフェイスな男性教師。担当教科は体育で常にジャージを着ている。彼のクラス（B組）は春日部が選ばなかった生徒で構成されている。婦警のひとみは姉。飴をいつも持ち歩いている。
春日部に告白した過去があるが、彼女の「じゃあ、お友達から」以来、ずっと友達扱いのままである。
蕗元ころ（ふきもと ころ）
新任教師。B組のクラス副担任となる。子供並みの童顔小柄で、かつ臆病。何故か、さすまたで武装している。良く白ヘビ（長女）に意識を乗っ取られる。モチーフはアイヌ神話のコロポックル。お守りから察するに北海道出身らしい。
保険医
保険医。常識人。名前は不詳。有人のクラスメイト佐貫の姉で、ほくろ以外の見た目はそっくり。

### 生徒

#### 生徒（春日部クラス）
金子（かねこ）、火坂（ほさか）
有人のクラスメイト。金子は女子柔道部所属で黒帯持ち。基本的にセットで登場。この二人は漫画家のぷよがデザインした。作者曰く「ラクガキ生まれ」
杵月（きねつき）、黒木 翼（くろき つばさ）、佐貫（さぬき）
有人のクラスメイト。モブキャラとして学校のシーンには大抵トリオで登場し、「トライアングルアタック」「スカイラブハリセン」等の三位一体攻撃が得意。
杵月はヘソ出しカレー喫茶でプラナのレプリカコスを着用可能のグラマラスな美少女だが、特筆できるエピソードや台詞がないため、実はトリオの中で最も目立たない。
黒木はトリオ内で唯一フルネームが判明しており、家庭科部所属で一つの物に拘る性格。ダイエットにいいと聞いてごはんを何百回も咀嚼し続けたり、チョコを粉になるまで粉砕したり、文化祭のカレー作りではがんばって…燃え尽きた。
眼鏡っ娘の佐貫はトリビア的な豆知識に強く、その気になれば何時間でも蘊蓄（うんちく）を話せる。
作者曰く「狐。天狗。狸がモチーフ」で三人合わせてコックリ（狐狗狸）さん。仲良しトリオで、放課後も一緒に行動している事が多い。
六野九美（ろくの　くみ）
クラス委員長。春日部が授業を放棄した際には代理も行うため成績は良い模様。陶芸部所属。名前はろくろ首から。
宗形礼（むなかた　れい）
河原の隣室に住む転校生。ルト達にセクハラをして家を叩き出された河原が勝手に上がり込んだ事で知り合いになる。趣味はプラモで言葉に中国人のような訛りがある。
『歯ぐきムズムズ病』と言う奇病を患っており、その症状として異性の肉を噛みたがる（その上本人の嗜好で首筋に噛み付きたがる）ためクラスで避けられ、登校拒否気味だったが、河原と出会ってからは完治。その後、春日部クラスに再編入される。
異常なまでの虚弱体質で、ラジオ体操の最初の動作で力尽きる、ヒンズースクワット一回すら出来ない、久しぶりに学校に来れば教室に辿りつく前にダウンすると酷いものだが、病弱と言うわけではなくむしろ元気はいいほうである。
祖父の禁次込みで、モチーフはキョンシー。

#### 生徒（伊達クラス）
ジャン・安藤（じゃん あんどう）
巨体でスキンヘッドの男子生徒。元々春日部のクラスの転校生だったが春日部が拒否したため伊達のクラスになった。そのことは少々恨んでいる模様。巨体に似合わずベジタリアン。外国人だが国籍は語られていない。
赤名　命（あかな　めい）、達磨大志（たつま　たいじ）、倉部眼治（くらべ　がんじ）
B組の生徒。赤名以外は男。気のいい仲良し三人組だが、一見、やくざか不良風なので、ころ先生は怖がっている。赤名は神社の娘、達磨は寺の息子、倉部は教会の息子。モチーフはそれぞれ垢嘗、妖怪だるま、目競。

#### 生徒（その他）
我叉道くの（がしゃどう くの）
東洋高校女子柔道部々長。でも白帯。作者曰く「身体は大人、技術は子供」の人。名前はがしゃどくろから。

### その他
つらら
有人達の行った温泉宿の女将。元冬将軍。リッカやラニとは姉妹。
温泉宿は辺鄙なところにあるため、宿を開いてから、有人たちが来るまで3年もお客がなかった。
辺々本ふくよ（べへもと ふくよ）、花藤　椎（かとう　しい）、倉向（くらむけ）
西洋高校女子柔道部の面々。ふくよは部長でお嬢様（柔道の実力は、我叉道くのとどっこい）。倉向は男子。モチーフはそれぞれベヘモット、ケット・シー、フランケンシュタインの怪物と西洋妖怪。
伊達ひとみ（だて ひとみ）
B組担任である伊達の姉。婦警だがかなり暴力的。虫の居所が悪いとエアガン（のような物）を乱射する癖がある。モチーフは鎌鼬。
雪ダルマ
冬将軍の手下。冬将軍が雪で作り出す一種のゴーレムで自意識はないが、簡単な命令なら理解する。リッカクラスの末っ子でもかなりの数を作り出して使役可能。
冬将軍のレベルによって能力が上下するらしく、つららの手下にはリッカのそれには無い手が存在し、反撃を許さずにさなりを捕縛するなど強力である。
サメ
巨大サメ。単行本第一巻でおかんに背びれを食べられて以来、ライバル。別名「ヒレナシ」
白ヘビ兄妹
近所の森に棲む白い大蛇。長男、次男、三男と普通サイズの長女がいる。
長女の白ヘビはころ先生を依り代に、しばしば意識を乗っ取っている。依り代がないと会話も出来ないが、能力的にはころ本人よりも有能。
長男は余り上手ではない変化能力を持っており、ルトの命でしばしば河原の身代わりとして東洋高へ代理出席している。
人魚兄妹
海へ行ったプラナとひとみに捕獲され、理不尽な要求を突きつけられる。妹は『海のトリトン』のピピに似た西洋風の正統派人魚だが、兄は半魚人風。
後に妹は白ヘビ（長男）と交際関係にあるのが判明した。
商品名「深海の邪神」
飼育セットとしてめるき堂で販売されていた商品。飼育環境に応じてサイズが大きくなるタコ風の水棲生物。プラナが学校のプールへ放って大騒ぎになる。
姉妹品に「女が大好きぬるぬる大ダコ飼育セット」と「女体が好物ぬとぬとヘドロ怪獣」がある。
下半身蛇の少女
蔵の地下ダンジョンに生息しているラミアと思われる魔物。有人によれば、話が通じるとのことで友好的らしい。スリーサイズはプラナの推定でB87、W55、H87。
ベファナ
街頭で片方の靴下を押し売りしていた女性。実はかなり強い魔力を駆使する魔女。興味本位で首を突っ込んだ主人公達の町の異常さに気が付き、調査を開始する。
南欧ではクリスマスの夜に箒に乗り、よい子にはお菓子他のプレゼントを。悪い子には炭を贈る存在。魔女「ベファーナ」とも呼称される。
ジーナ
ランプの魔神。外見はピンクの髪を持つ幼女。ほとんど喋らない。五年前、有人にご馳走になったお礼に…。
お客1&2
めるき堂で紙芝居を見ていたおかっぱ頭の女の子達。拍手の後「それからプラナはどうなったんですか？」とリッカに質問していた。この物語最後の登場人物である。

## 主な舞台
有人の町
主人公達の住む町。熊や大蛇の出る森があるなど自然豊か。山がちで寒川と言う名称の川があり、海は意外と近いらしい。登場キャラに訛りが見当たらず、体育祭で「県外」との表記もあるため、首都圏某県の地方都市だと思われる。
有人の家
普通の二階建て住宅だが、庭に大きい蔵がある。意外に由緒正しいのかも…。有人の部屋は二階。
有人の家の蔵
外見は白壁の土蔵。プラナがリングで南京錠を壊して入るまで何十年も開かずの蔵だった。中は巨大なダンジョンで地下30階以上あり、町中に広がっているため、学校への近道として使用可能。
姫城家
有人の隣家。純日本家屋。ピクルが遊べるほどの広大な庭がある。平屋建て。ある回で平屋建てなのに二階の有人の部屋にどうやって来ているのかが明らかになる。
東洋高校
有人達の通う学校。私立高校と思われる。理事長は春日部先生の親。制服は男子が学生服。女子はセーラー服。春日部の趣味なのか、学校指定女子水着は旧型スクール水着。屋外プールと体育館完備。有人や河原の家からは徒歩通学可能。
西洋高校
東洋高校のライバル校。女子制服はブレザー。
めるき堂
有人いきつけの駄菓子屋。昭和の香り漂う、木造平屋で引き戸式の古式ゆかしい和式店舗。
近所の森
大量のヘビが生息している森。王である大蛇が支配していたが、王が河原家の食材となった結果、現在の主はルト。
無人島
単行本第二巻で有人一家が夏休みのバカンスへ行った無人島。日本近海の太平洋上にあると思われる。
温泉旅館
つらら経営。客が到達不可能な辺鄙な山奥にあるが、とある事件がきっかけでロープウェーが開通した。

## 書誌情報等

### 単行本
芳文社より「まんがタイムKRコミックス」として全4巻が刊行されている。
1. 第1巻（2008年2月27日発売） ISBN 978-4-8322-7683-3
2. 第2巻（2009年3月26日発売） ISBN 978-4-8322-7793-9
3. 第3巻（2010年10月25日発売） ISBN 978-4-8322-7954-4
4. 第4巻（2012年10月27日発売） ISBN 978-4-8322-4210-4